# Călărași, Moldova
Călărași (în trecut Călărași-Târg), este un oraș situat în partea centrală a Republicii Moldova. Este reședința raionului omonim.

## Etimologie
Călărași are la origine numele de grup călărașii, însemnând „oșteni de cavalerie în vechea armată a țărilor românești”. Călărași are sensul de soldat din cavalerie, cavalerist. Călărașii constituiau unul dintre elementele principale ale vechii armate ale Țării Moldovei. În Moldova călărașii asigurau paza hotarului contra tătarilor și altor invadatori. Tot ei erau însărcinați să ducă corespondența la domn și de la domn.

## Geografie

### Amplasare

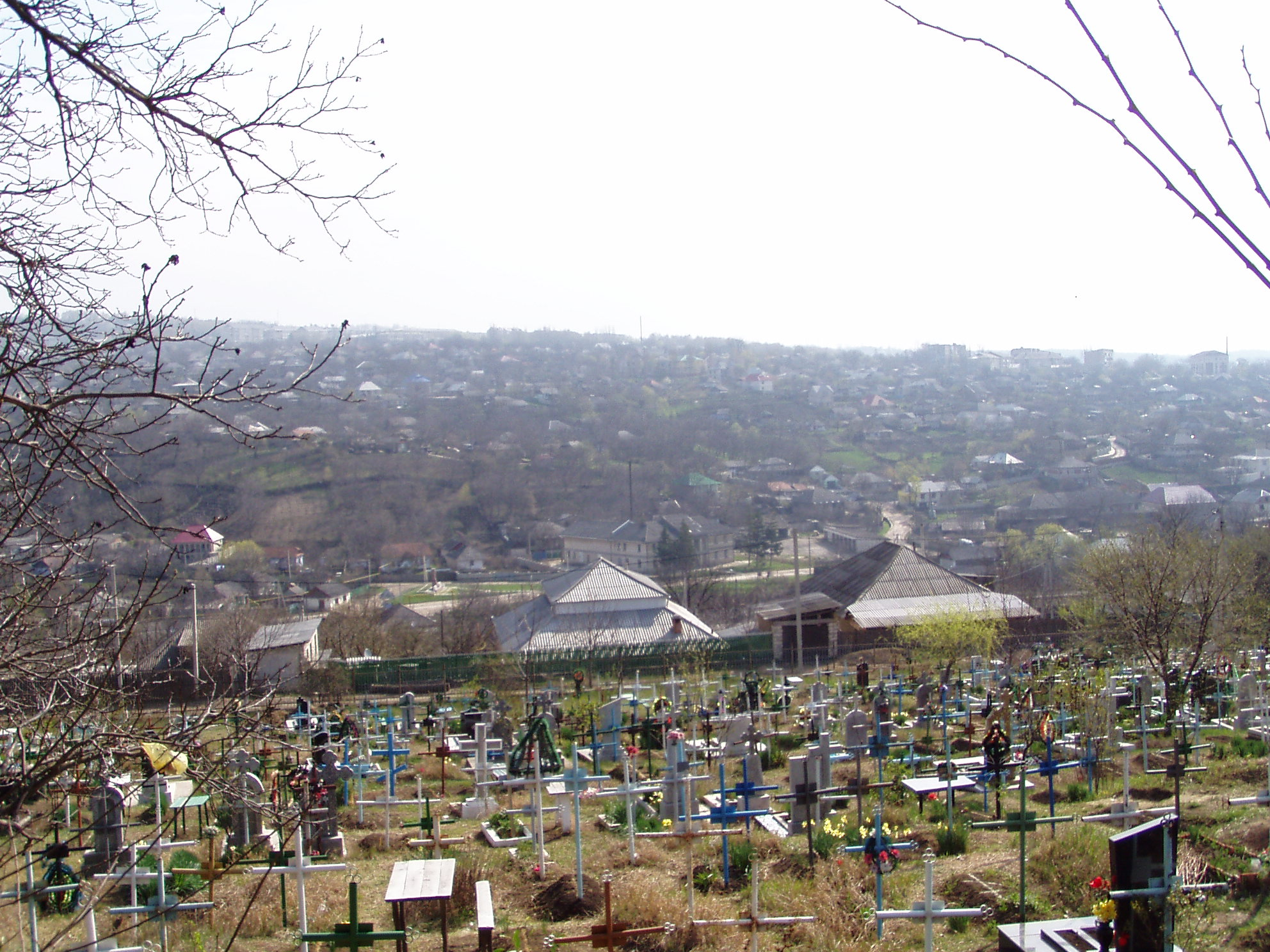
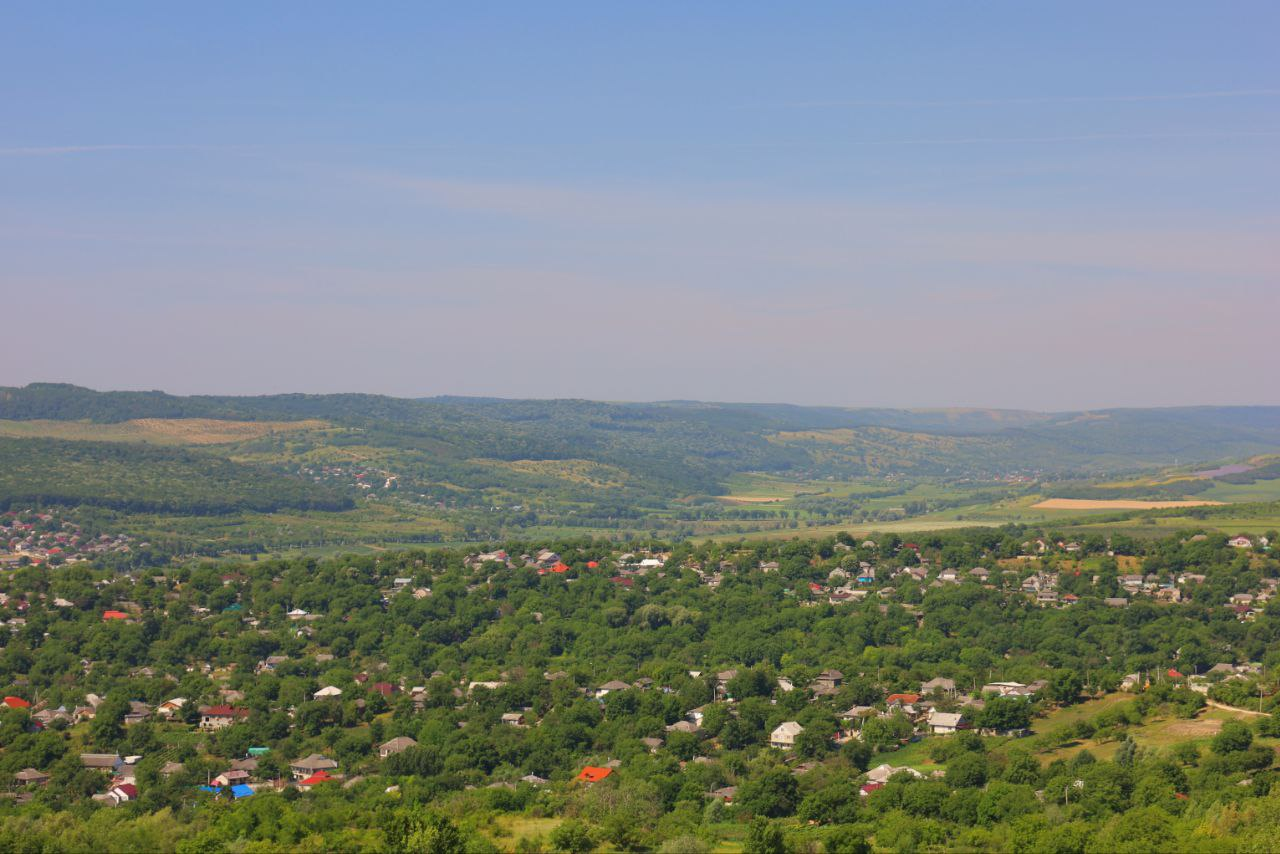
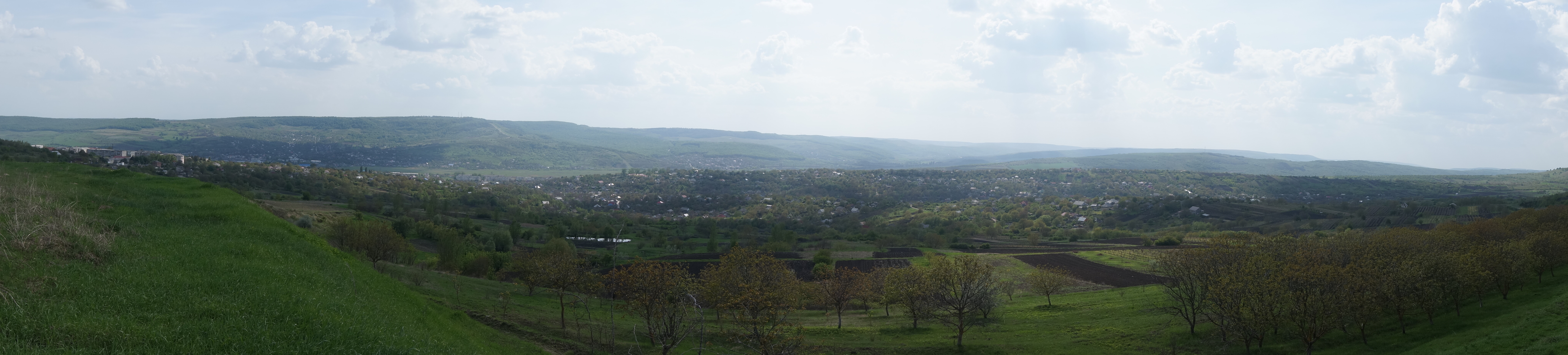

Orașul Călărași se așterne pe ambele maluri ale râului Bîc, în regiunea unor dealuri miraculoase de Codru, cam la jumătate de cale între Chișinău și Ungheni (59 de km până la Ungheni și 49 de km până la capitala Republicii Moldova și 132 km de municipiul Iași, România), îmbrățișând cele două artere de comunicație ce duc spre frontieră – autostrada și calea ferată. Dealul de lângă Tuzara, acoperit cu o pădure seculară, are o altitudine de 383 de m, cel ce urcă spre Nișcani, pe șoseaua Călărași-Orhei, se înalță la 353 m.
Vederi panoramice

### Climă
Clima este moderat-continentală. Temperatura medie a aerului este 9 °C. Minimul absolut al temperaturii revine lunilor ianuarie-februarie (25-27 °C sub zero) și maximul – lunii iulie (+36 °C).

### Resurse naturale
Suprafața totală a orașului Călărași este de 4.233 ha, din acestea  2.279 ha sunt terenuri cu destinație agricolă. Structura terenurilor cu destinație agricolă este reprezentată de terenuri arabile 885  ha, culturi multianuale 881 ha, dintre care viile ocupă 476 ha, livezile 404 ha, pășuni și fânețe 485 ha.
Spațiile verzi ocupă 768 ha: pădurile 732 ha, restul fiind fâșii de protecție și tufișuri.
Terenul fondului apelor ocupă 433 ha, dintre care mlaștinile – 128  ha, iazurile – 39 ha.
Terenurile alocate pentru construcții sunt de 272 ha.

## Istorie
Călărășiul este pentru prima dată atestat documentar la 1432 – 1433 când domnul Moldovei Ilie Vodă îi dărui satul slugii sale Staia:
„Din mila lui Dumnezeu, noi, Ilie voievod, domn al Țării Moldovei. Facem cunoscut, cu aceasta carte a noastră, celor care o vor vedea sau o vor auzi citindu-se, că acestei adevărate slugi a noastre, Staia, i-am dat un sat, Tuzara, unde este cneaz Nicoară, la obârșia pârâului Jelcova; alt sat mai jos de seliștea lui Heghetiș, unde este cneaz Onică ca să-i fie lui ... uric, neclintit niciodată, în veci, pentru ca i-am dat pentru slujbă lui, și copiilor lui, și fraților lui, și nepoților lui și strănepoților lui, neclintit niciodată, în veci, și uric să nu se dea nimănui, niciodată, și alt judecător să nu aibă, ci să asculte de domnia mea, de Suceava.

Iar hotarul acestor două sate să fie după vechile hotare, pe unde au folosit din veac.

Iar la aceasta este credența domniei mele și credința iubitului fiu al domniei mele, Roman, și credința fratelui domniei mele, pan Bogdan, și credința tuturor boierilor moldoveni, și mari, și mici.
A scris Nan diac, la Suceava, <1432 ianuarie-1433 februarie> 4 zile.”

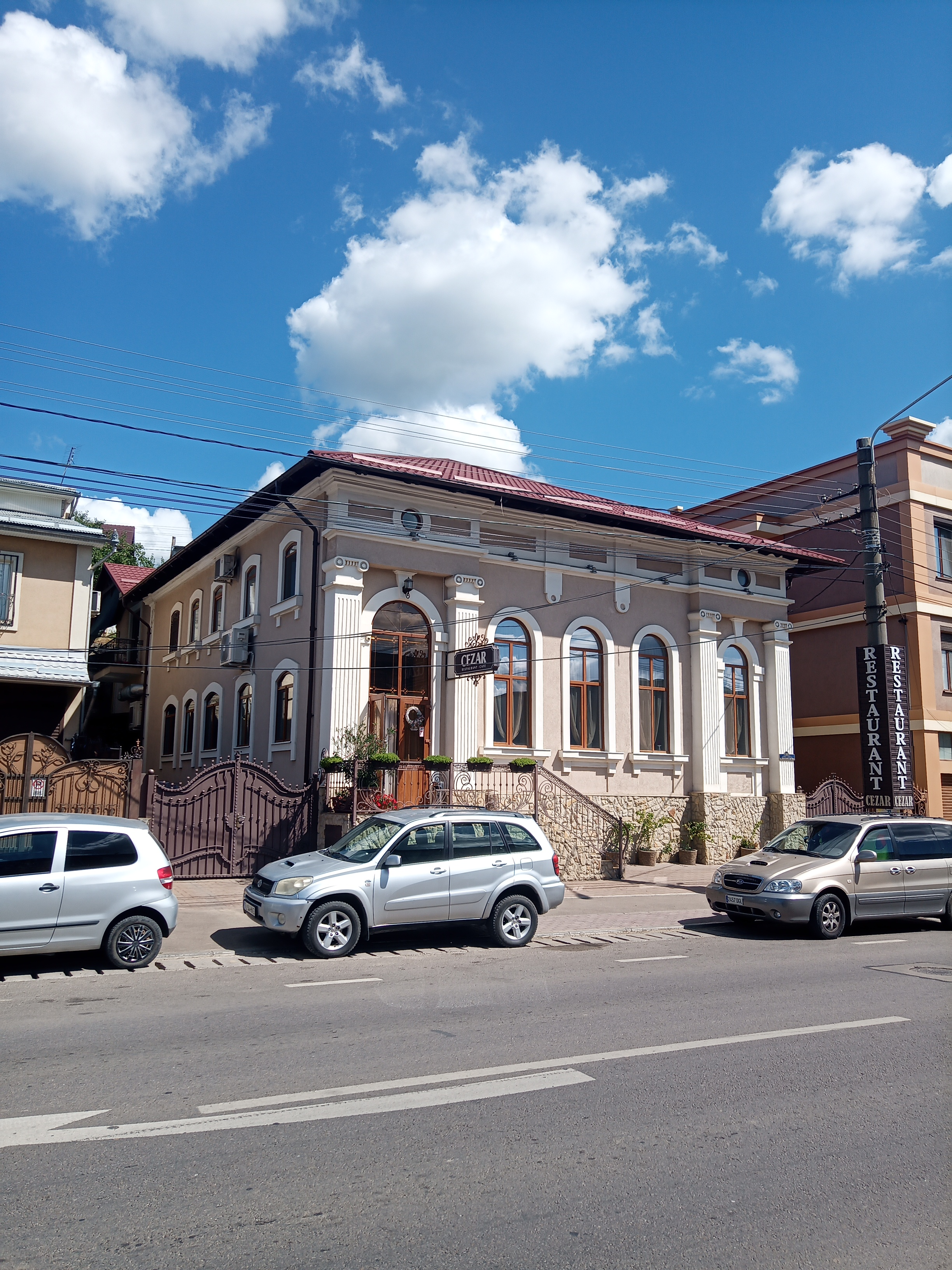
Сlădirea fostei sinagogi

În documentul original, locul unde este indicat anul și luna este rupt și nu se poate determin cu exactitate când a fost scris.
Localitatea Tuzara este pomenită într-un șir de documente domnești ce aparțin diferitor perioade istorice: de la Alexandru cel Bun care a dat moșia Tuzarei spre stăpânire unui boier credincios domnului (înainte de 1430), până la Mihai Șutu, care a confirmat existența Tuzarei – târg stabilind aici  diferite rânduieli (28 septembrie 1794).
Încă de la formarea statului medieval moldovenesc, teritoriul actualului raion Călărași ținea de ținutul Orhei-Lăpușna  aceasta o demonstrează recensământul din 1772-1774 unde găsim că exista ocolul Fața Bâcului.
După divizarea ținutului Orhei-Lăpușna în două județe separate, o parte din localități au trecut în județul Orhei iar altă parte în județul Lăpușna.
La 21 aprilie 1873 la Călărași vine primul tren. De atunci orașul începe a exporta în cantități mari fructe proaspete și uscate, precum și nuci în orașele mari ale Rusiei. Având școală parohială din 1864, în 1873 la Tuzora sau Călărași apăru o școală populară de alfabetizare, în 1881 aici instruiau copiii învățătorul Ion Oprea și preotul Gheorghe Cerchez. Între timp se deschise un spital cu 10 paturi și o poștă. În 1884 Tuzara-târg întrunea 288 de case, Călărași-sat – 447 de ogrăzi.
Firme mari, aparținând proprietarului Saradjiev încep, în 1901, producerea coniacului, la Chișinău și Călărași. Contele Matei Derojinschi fondează în 1905 un atelier de altoire a viței de vie pe portaltoi american, creează o mare pepinieră de butași și pomi fructiferi. Gazeta „Drug” din 17 decembrie 1906 anunță că la Călărași sunt puși în vânzare butași de soiuri europene, nuci altoiți și copăcei de caiși. 
Pînă la anul 1925, conform “Dicționarul Statistic al Basarabiei Chișinău, 1923”, Călărași era reședință de plasă în județul Orhei cuprinzând 53 de comune rurale.
Însă către anul 1925, când a fost adoptată o nouă lege administrativă, Călărași este oficial declarat oraș și continuă să fie centru de plasă cu 47 de sate în componența județului Lăpușna. (Recensământul general al populației României din 29 decembrie 1930).
În noiembrie 1940, orașul Călărași a devenit centru raional. În anii celui de-al doilea război mondial orașul Călărași a fost aproape în întregime distrus. După război, însă, orașul a renăscut pe un făgaș urbanistic și arhitectural contemporan, căpătând cu timpul aspectul său de astăzi.

## Demografie

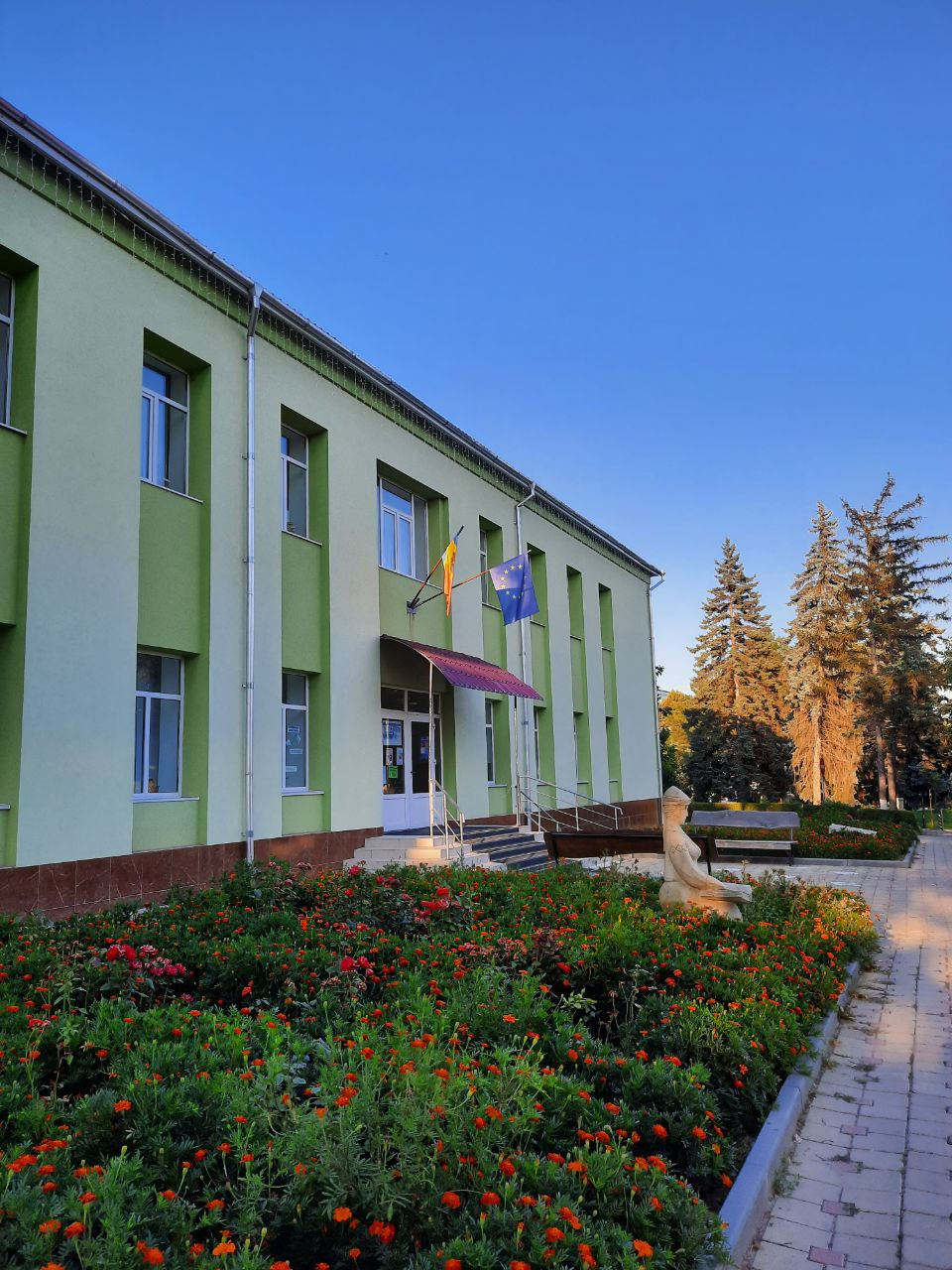
Biblioteca publică „Grigore Vieru”

### Structura etnică
Structura etnică a orașului conform recensământului populației din 2004:
| Grup etnic       | Populație | % Procentaj |
| ---------------- | --------- | ----------- |
| Moldoveni/Români | 13.163    | 90,68%      |
| Ruși             | 633       | 4,36%       |
| Ucraineni        | 471       | 3,24%       |
| Țigani           | 90        | 0,62%       |
| Bulgari          | 34        | 0,23%       |
| Găgăuzi          | 27        | 0,18%       |
| Evrei            | 21        | 0,14%       |
| Alții            | 77        |             |
| Total            | 14.516    | 100%        |

## Economie
Pe teritoriul orașului sunt înregistrați 550 agenți economici. Rețeaua de comerț include 110 magazine și 2 piețe de desfacere a producției. Pe lângă aceasta pe teritoriul orașului sunt înregistrate 632 gospodării țărănești individuale.
Principalii agenți economici din Călărași sunt: Combinatul de vinuri și produse alcoolice, care a depășit vârsta de 100 de ani, are în prezent 4 linii de îmbuteliere cu o capacitate anuală de 1 mln. 350 mii decalitri. Furnizează peste 15 feluri de vinuri tari, demidulci și seci. La concursurile internaționale aceste mărci de coniac au fost distinse cu mai multe medalii de aur și argint.

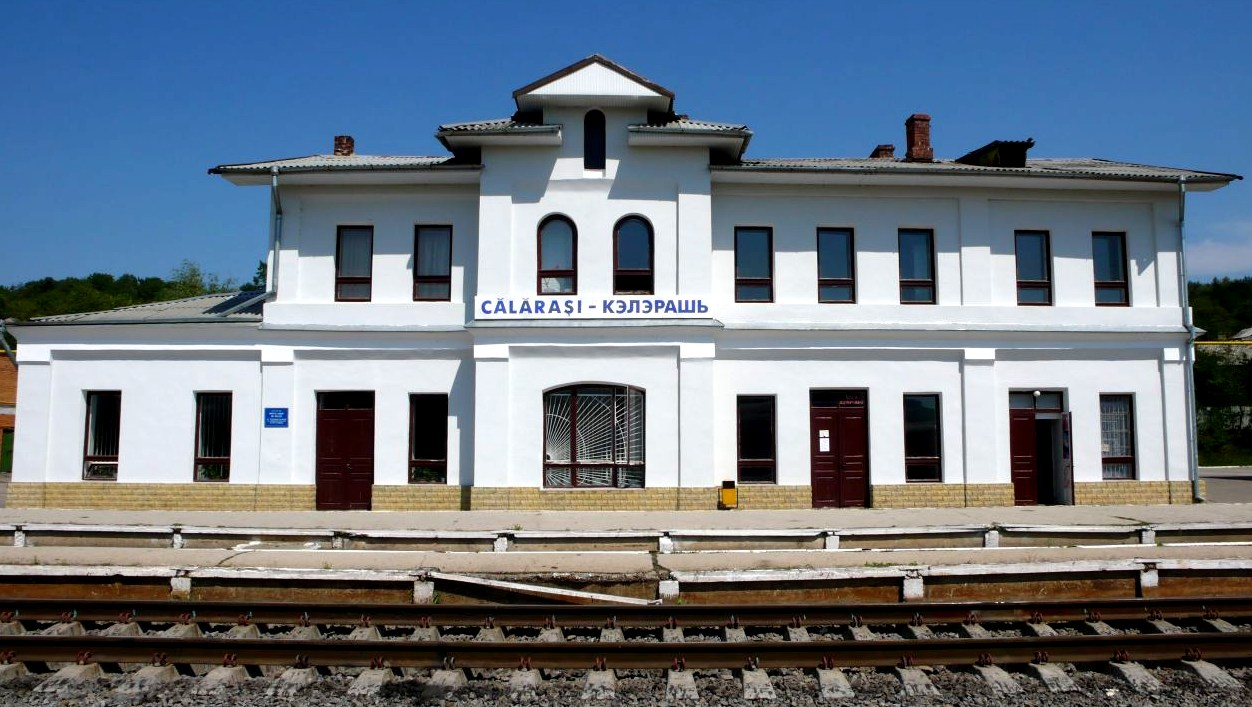
Stația CFM

Actualmente la combinat muncesc peste 500 de salariați care îmbuteliază până la 2 mln. sticle pe lună, materia primă fiind adusă atât de la cele 9 fabrici de vin din raionul Călărași, cât și din sudul republicii, iar sticlele în care este turnată această licoare dumnezeiască – din Franța.
SA „Codreanca” din Călărași, înzestrată cu mașini de cusut japoneze, în colaborare cu firmele italiene „SIGGI” și „PALMA”, cu firma germană „TEAMDRES” din Hamburg, care confecționează îmbrăcăminte specială pentru muncitori, medici și bucătari, și-a făcut renume pe piața europeană. În câțiva ani ea a ajuns să deservească cu îmbrăcăminte comodă muncitorii de la uzinele de automobile „BMW”, Renault”, „Belw”, etc. „Codreanca” are trei secții de cusut, produce un spectru larg de confecții pentru bărbați, femei și copii, întreține legături strânse  comerciale cu parteneri din republică, din Italia, Germania, Rusia, Elveția și alte țări.
Fabrica de conserve din Călărași, dată în exploatare în 1951, având o capacitate anuală de 69 mln. borcane convenționale, expediază diferite sucuri, compoturi, siropuri, magiun, pastă de prune în Germania, Austria, Olanda, Cehia, Slovenia, Polonia, în Țările Baltice.
În Călărași mai există o fabrică de lapte, combinatul de pâine, SA „ Baza de transport auto nr. 28”, câteva organizații de construcție.
Orașul Călărași are strânse legături de prietenie cu provincia franceză Beaujolais. Tratate de colaborare au fost încheiate și cu orașele germane Bühl și Schkeuditz.

### Finanțe publice locale
Pentru anul 2002 veniturile totale ale bugetului local au fost planificate la 10.945 mii lei și s-a executat cu 12.422 mii lei sau depășirea a fost cu 13,5%. Din totalul veniturilor 2.285 mii lei sau 18,4% au alcătuit transferurile. Este notoriu faptul că supraîmplinirea bugetului s-a datorat în mare parte creșterii volumului veniturilor proprii și defalcărilor acumulate în buget, pe când volumul transferurilor primite a fost mai mic decât cel planificat.
În structura cheltuielilor publice locale domină cele pentru educație. Datorită supra veniturilor obținute a fost posibilă alocarea unei sume considerabile de 1.172 mii lei sau 10,5% în investiții capitale, la construcția obiectelor comunale. Suma alocată a fost de 2 ori mai mare decât cea planificată.

## Administrație și politică

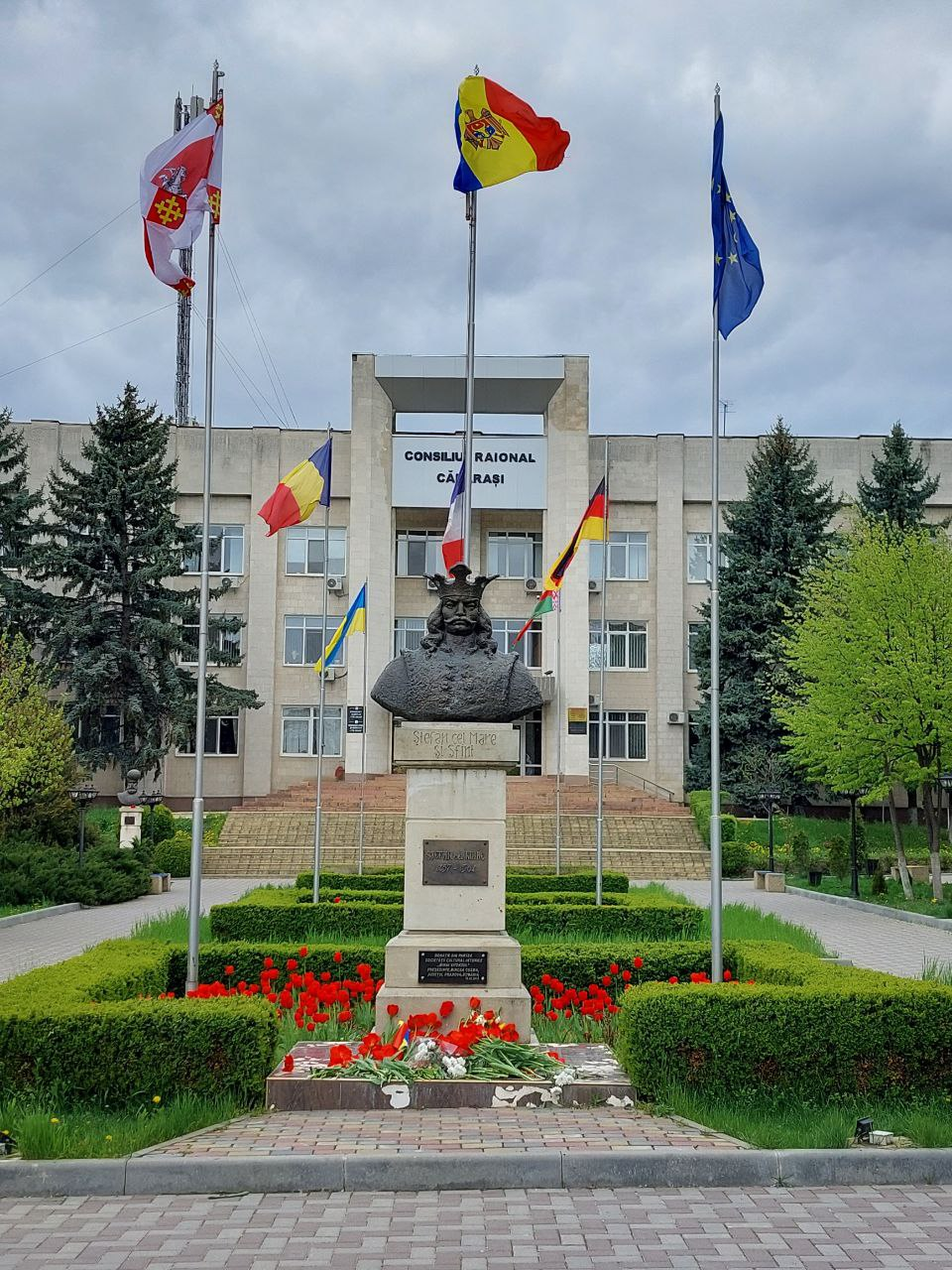
Clădirea consiliului raional

Primarul orașului Călărași este Victor Ambroci (Partidul Acțiune și Solidaritate), ales în noiembrie 2023.
Componența Consiliului local Călărași (23 de consilieri), ales la 5 noiembrie 2023, este următoarea:
|  | Partid                                        | Consilieri | Componență | Componență | Componență | Componență | Componență | Componență | Componență | Componență | Componență | Componență | Componență | Componență |
|  | --------------------------------------------- | ---------- | ---------- | ---------- | ---------- | ---------- | ---------- | ---------- | ---------- | ---------- | ---------- | ---------- | ---------- | ---------- |
|  | Partidul Acțiune și Solidaritate              | 12         |            |            |            |            |            |            |            |            |            |            |            |            |
|  | Partidul Socialiștilor din Republica Moldova  | 4          |            |            |            |            |            |            |            |            |            |            |            |            |
|  | Coaliția pentru Unitate și Bunăstare          | 4          |            |            |            |            |            |            |            |            |            |            |            |            |
|  | Partidul Dezvoltării și Consolidării Moldovei | 1          |            |            |            |            |            |            |            |            |            |            |            |            |
|  | Platforma Demnitate și Adevăr                 | 1          |            |            |            |            |            |            |            |            |            |            |            |            |
|  | Candidat independent STEPAN VÎȘINSCHI         | 1          |            |            |            |            |            |            |            |            |            |            |            |            |

## Infrastructură

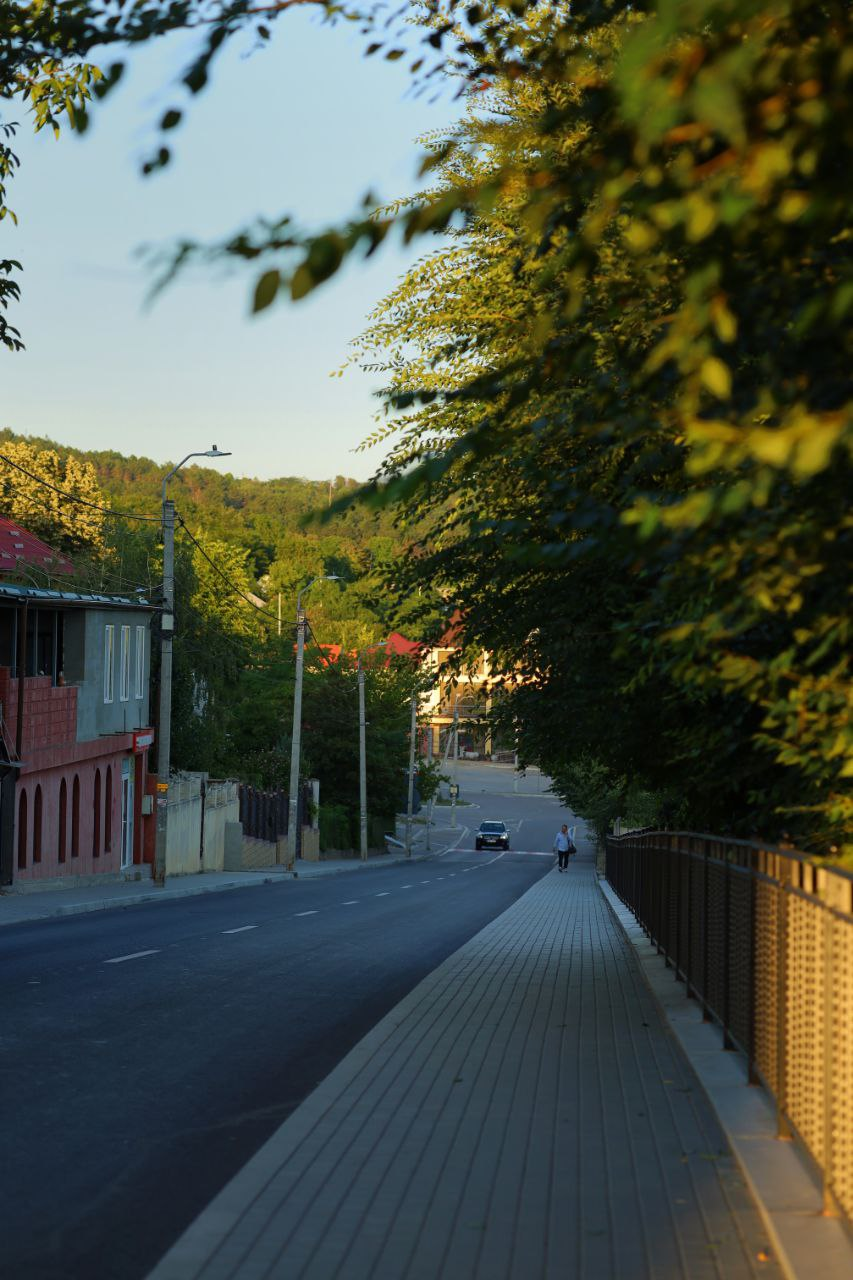
Drumul de la gara auto spre centru.

Asigurarea cu apă potabilă se efectuează din fântânile publice și apeduct. La apeduct sunt conectate circa 80% din gospodării, restul se aprovizionează din fântânile publice. Lungimea rețelelor inginerești de aprovizionare cu apă constituie 46,3 km. Orașul dispune de 37 fântâni arteziene și 149 fântâni publice. Capacitatea stației de epurare este de 7.200 m3.
Gazificarea orașului este efectuată în mărime de 96% pentru casele bloc și 38% pentru casele individuale. Rețeaua de gazoduct este de 16,5 km gazoduct cu presiune medie și 27,2 km gazoduct cu presiune joasă.
Spațiul locativ este conectat la sistemul centralizat de aprovizionare cu energie termică în proporție de 5,8%. În casele de tip bloc sunt instalate cazangerii individuale în proporție de 31,6%. Toate obiectele social-culturale sunt conectate la rețeaua termică.
Lungimea totală a drumurilor este de 71,3 km, dintre care 64,3 km sunt drumuri locale și 7 km drumuri naționale. Din totalul lor 24,2 km sau 34% sunt acoperite cu asfalt. Orașul dispune de cale ferată.

## Social

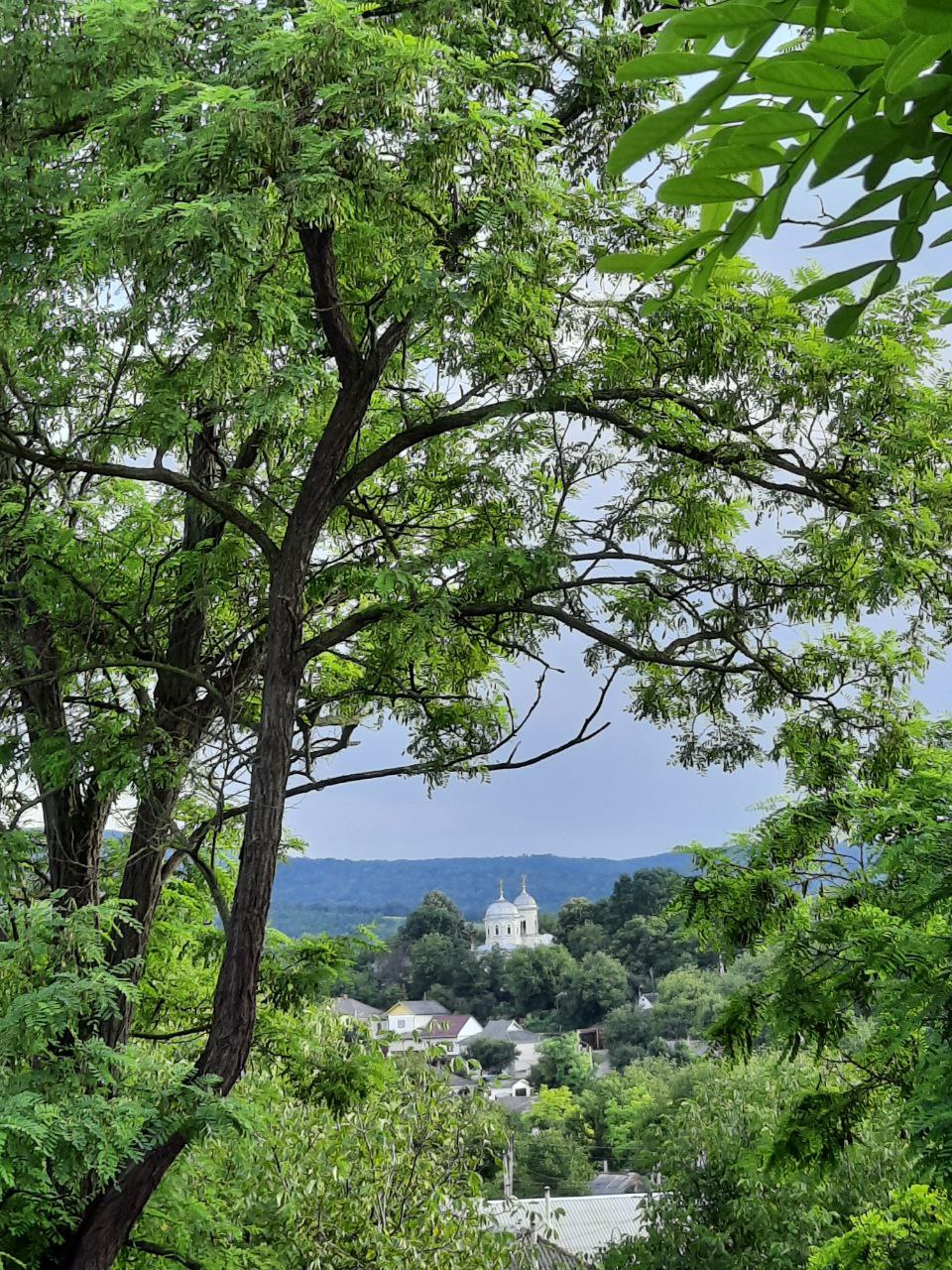
Peisaj cu una dintre bisericile din oraș

Sistemul de educație din Călărași este format din 3 instituții preșcolare, o școală primară de 483 locuri, 41 angajați, inclusiv 28 pedagogi, 2 școli medii cu 1274 locuri, 107 angajați, inclusiv 73 pedagogi, gimnaziul „Ion Creangă” cu 485 locuri și liceul teoretic „Mihail Sadovenu” cu 459 locuri în care lucrează 99 angajați, inclusiv 66 profesori. De asemenea, în oraș mai este o școală auxiliară cu o capacitate de 84 locuri și o școală polivalentă cu o capacitate de 308 locuri. În oraș funcționează colegiul pedagogic „Alexandru cel Bun” cu o capacitate de 517 locuri, inclusiv studenți 240, clase liceale 177, clase primare 100. Colectivul colegiului este format din 53 pedagogi și 45 lucrători auxiliari.
Sistemul de ocrotire a sănătății este format dintr-un spital, o policlinică și un punct medical, în care lucrează 80 de medici, și 4 farmacii. În oraș funcționează un centru pentru copii cu dezabilități fizice cu o capacitate de 12 locuri, în care lucrează 4 pedagogi și un medic.
Rețeaua de instituții culturale include o casă de cultură, o școală de arte în care activează 19 pedagogi, o bibliotecă publică cu două filiale, 7 biblioteci școlare și un cinematograf.
În oraș funcționează școala sportivă de rezerve olimpice cu 76 locuri. Orașul dispune de un stadion, 4 terenuri sportive și 12 săli sportive.

### Turism
În oraș funcționează Muzeul de Istorie și Etnografie, situat pe strada Mihai Eminescu. A fost construit în anii 1950 de către Moldsilva, funcționând ca școală muzicală o perioadă. În 2014, în baza deciziei consiliului orășenesc clădirea devine muzeu. Muzeul de Istorie și Etnografie din Călărași are o colecție de circa 10 mii de exponate, săli cu tematică și expoziții temporare cu diferite colecții personale.

## Personalități

### Născuți în Călărași

Gheorghe Râșcanu

- Gheorghe Râșcanu (1839–1879), filantrop moldovean
- Sigmund Mogulesko (1858–1914), actor, compozitor și muzician evreu american
- Israel Giladi (1886–1918), sionist și conducător al mișcării de colonizare evreiești din Palestina, una dintre figurile-cheie din a doua Aliyah
- Mendel Portugali (1888–1917), sionist, organizatori și conducător al organizației paramilitare evreiești „Hashomer”, una dintre figurile-cheie din a doua Aliyah
- Grigori Brovman (1907–1984), critic literar și profesor sovietic
- Samson Șleahu (1915–1993), scriitor și scenarist sovietic moldovean
- Alexandru Robot (1916–1941), poet român, moldovean și sovietic
- Pavel Douvidzon (1953 – 2015), cineast și producător de film sovietic moldovean, american și rus
- Samson Kemelmaher (n. 1953), cantautor de cântece evreiești în idiș și de chanson rus din Israel
- Eleonora Brigalda (Barbas) (n. 1959), pictoriță, critic de artă;
- Valeriu Vlas (n. 1971), fost alergător la distanță specializat în maraton
- Petru Botnaraș (n. 1987), rugbist

## Galerie de imagini

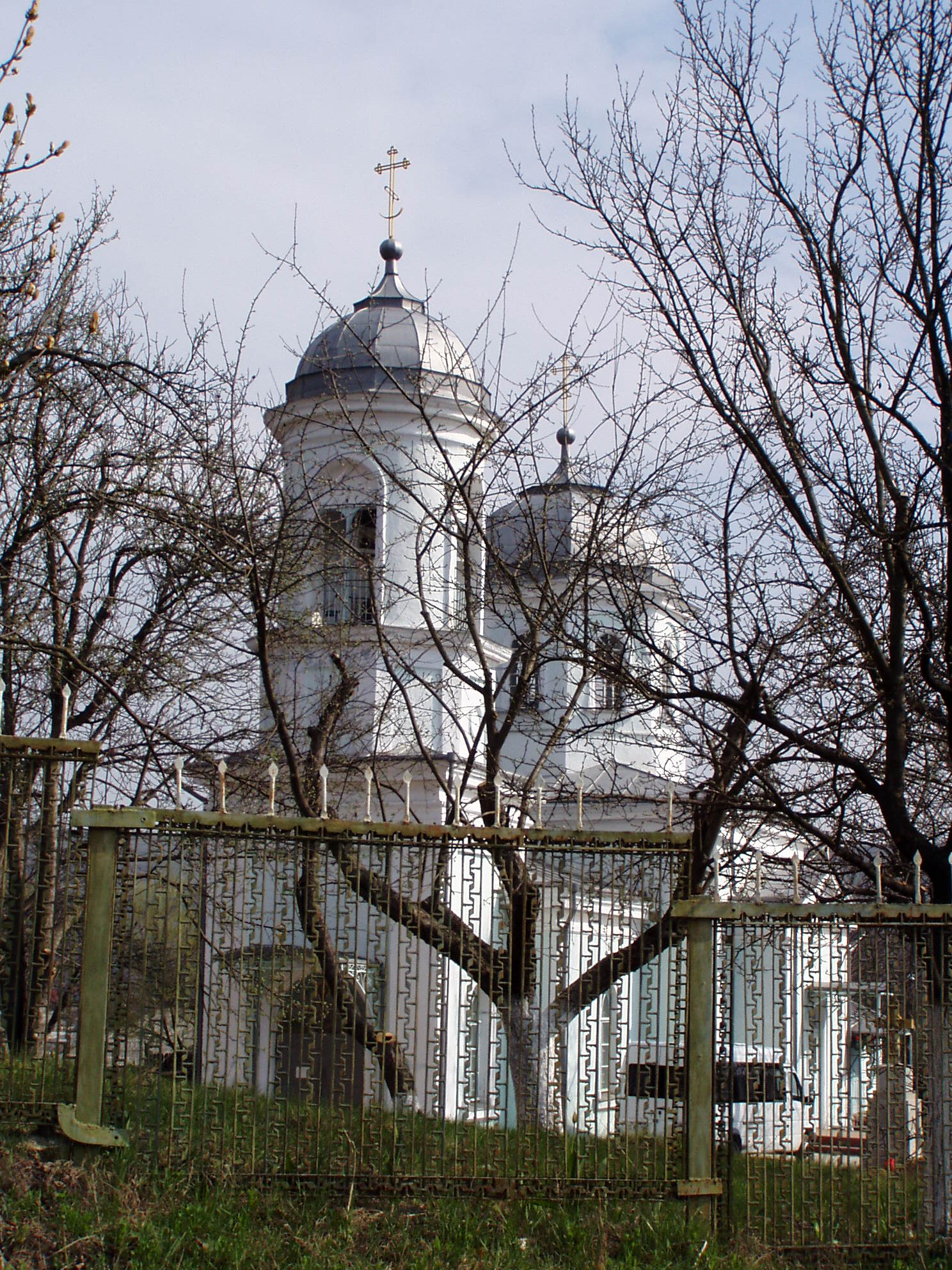
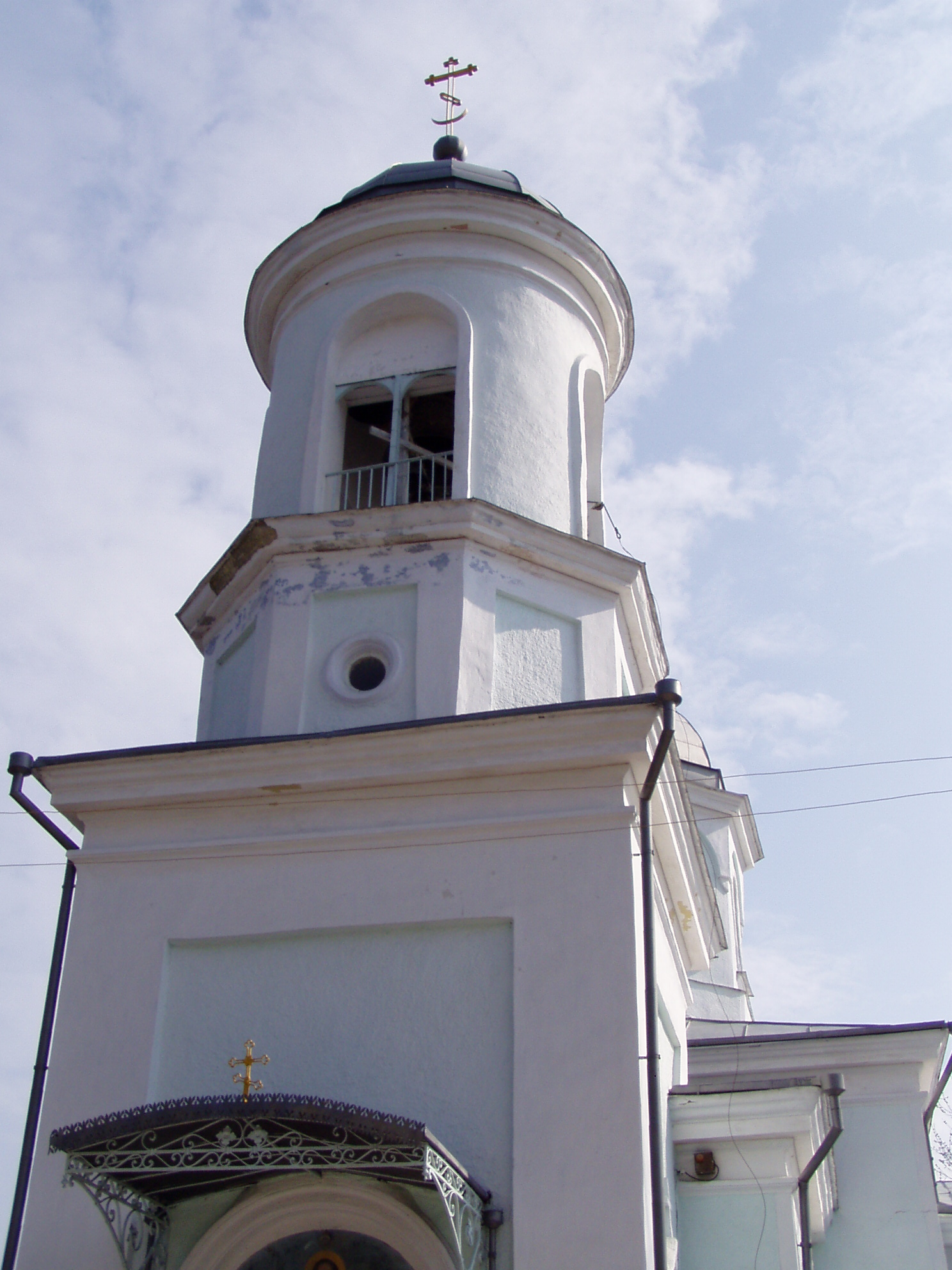
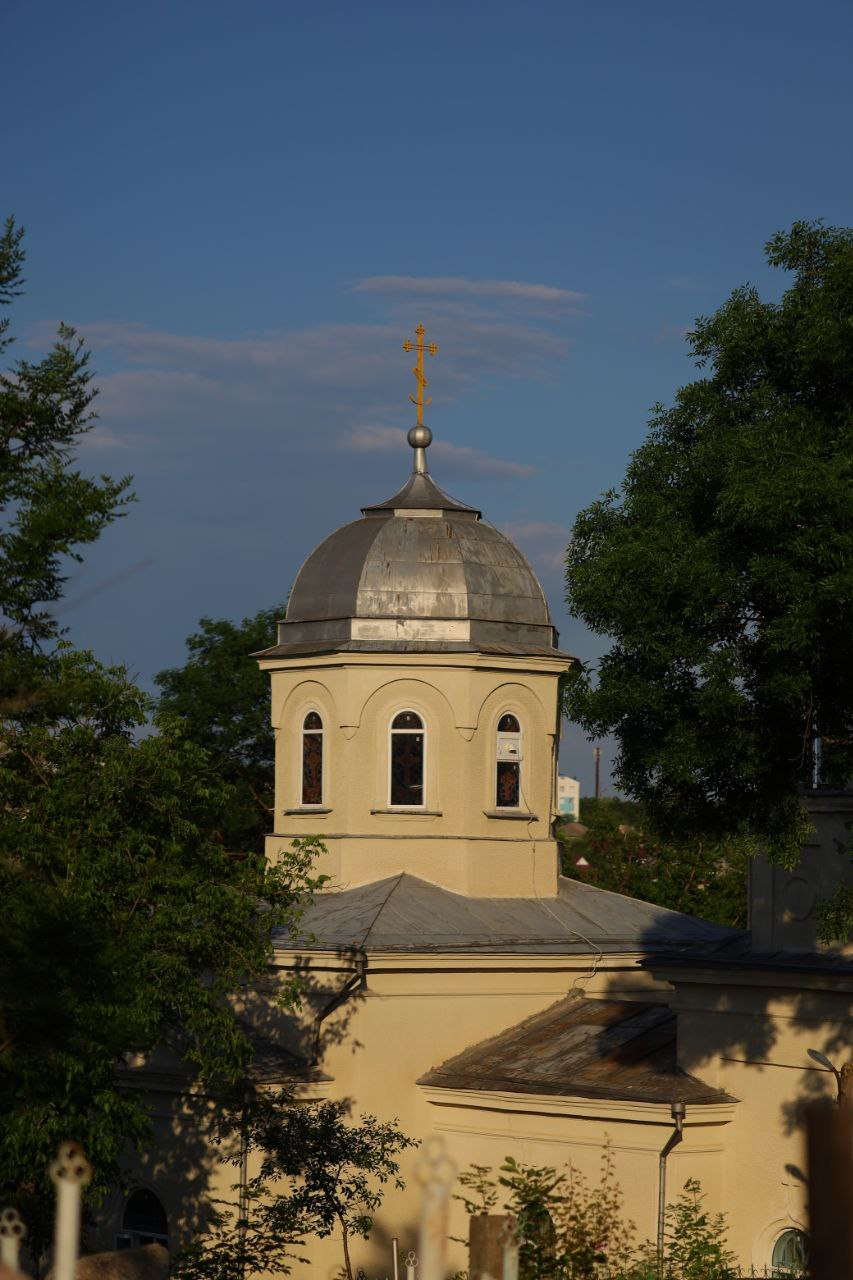
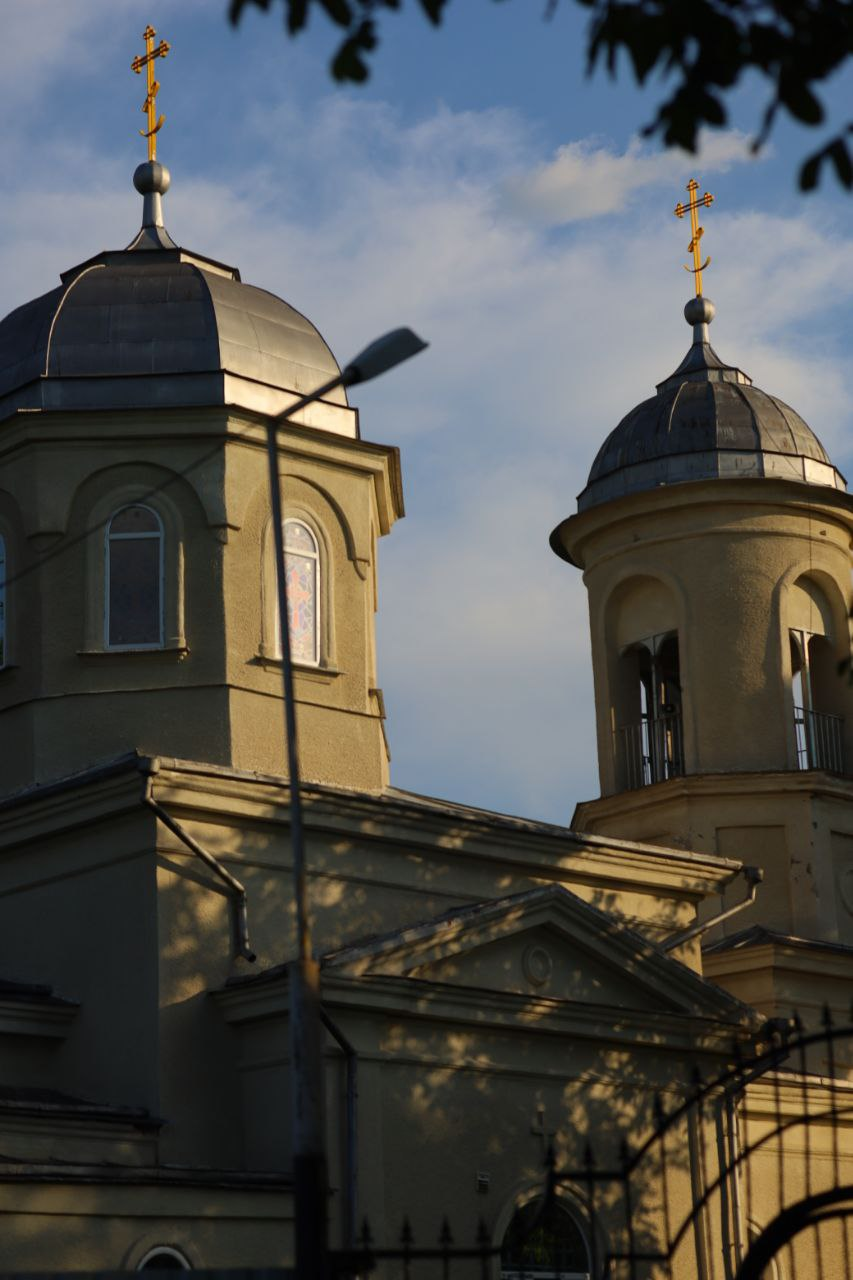
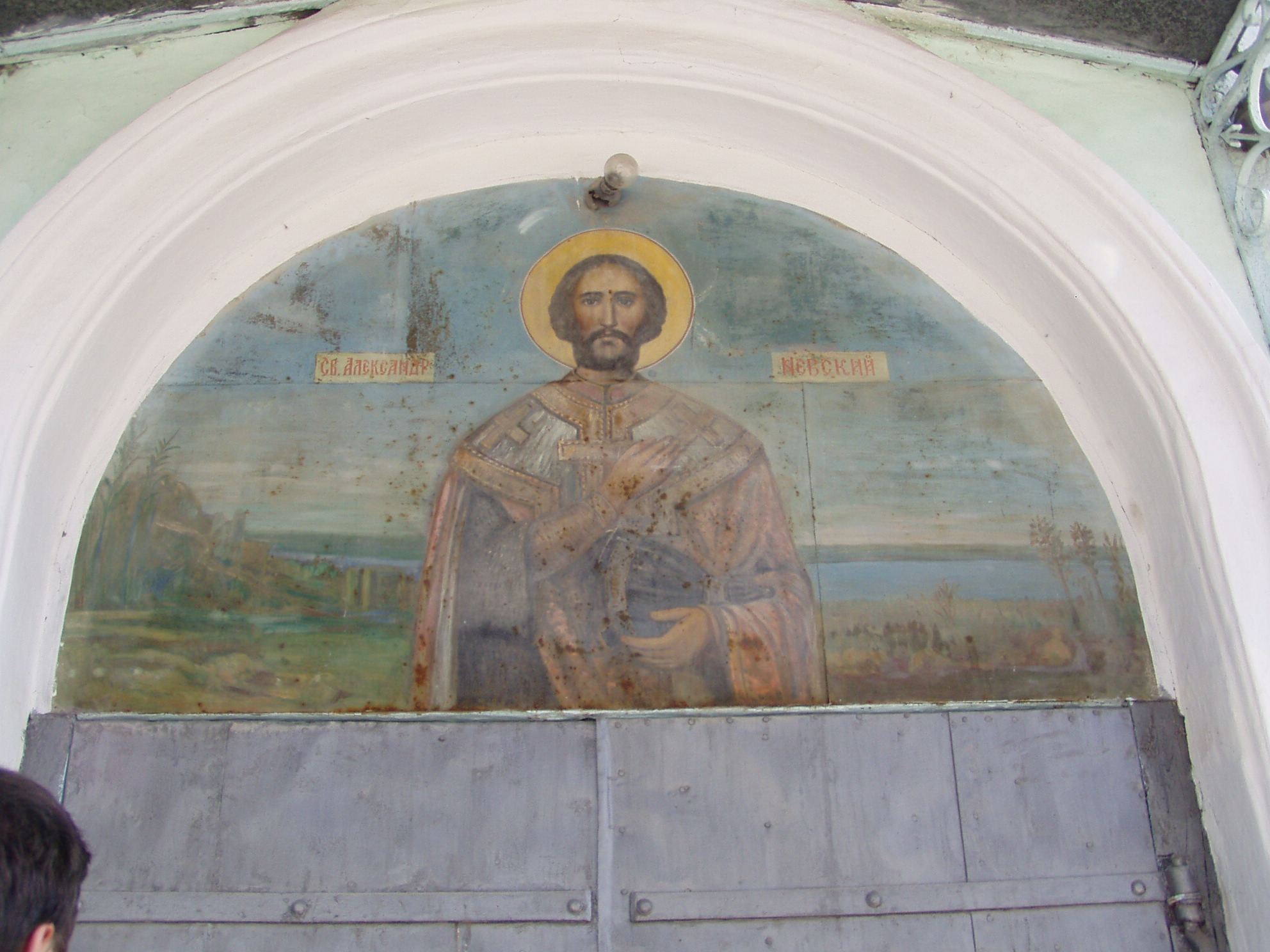

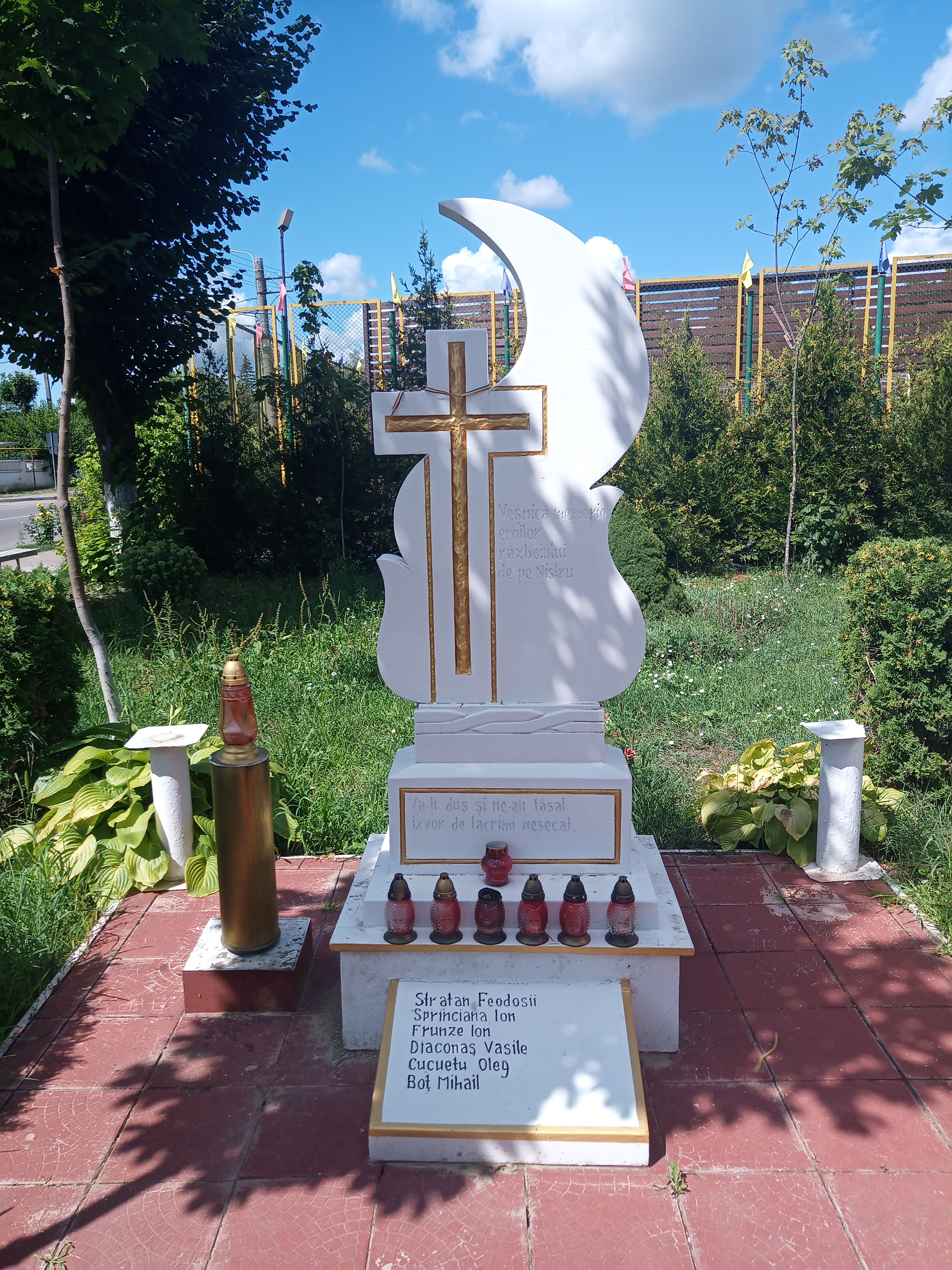
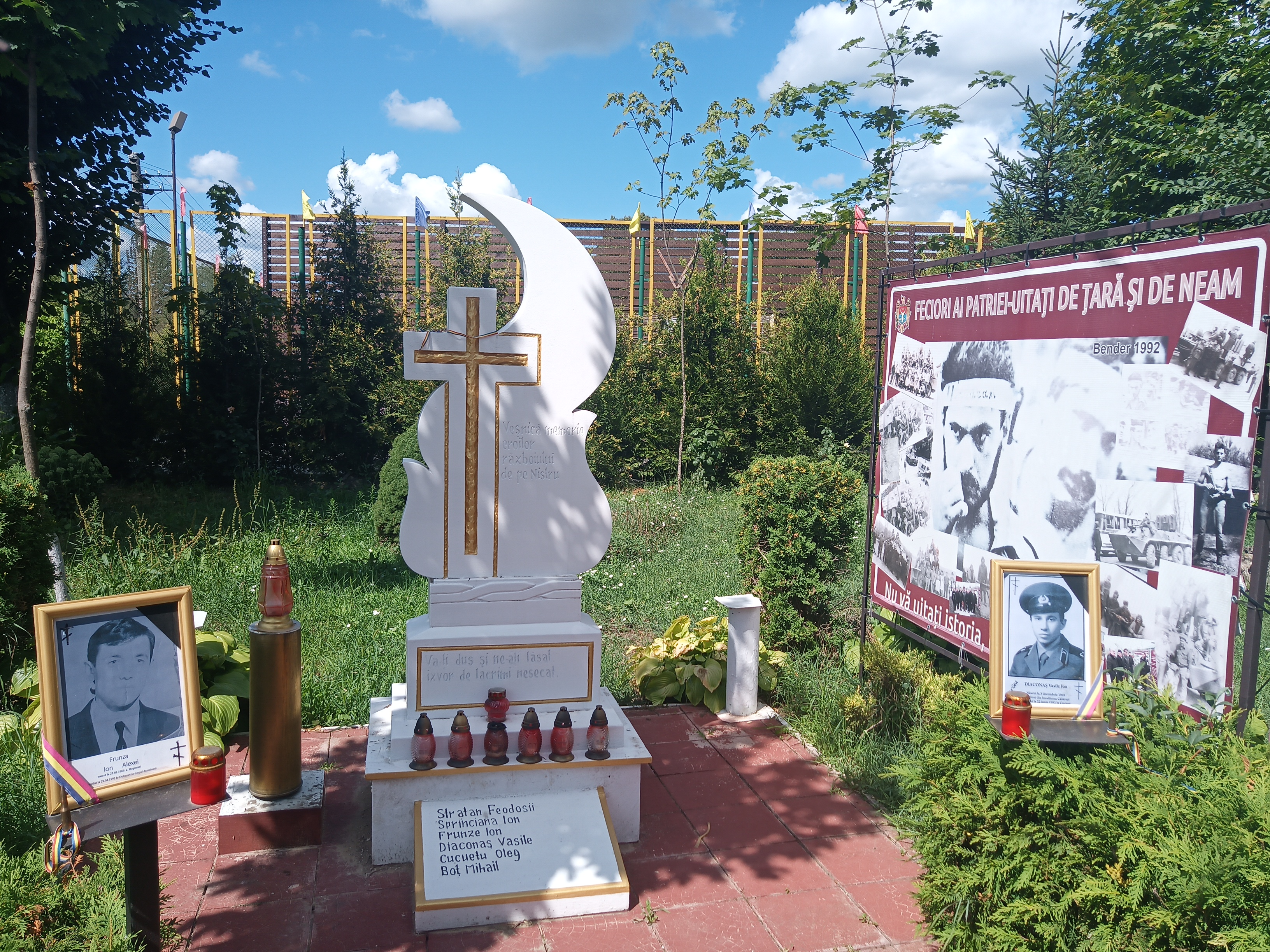
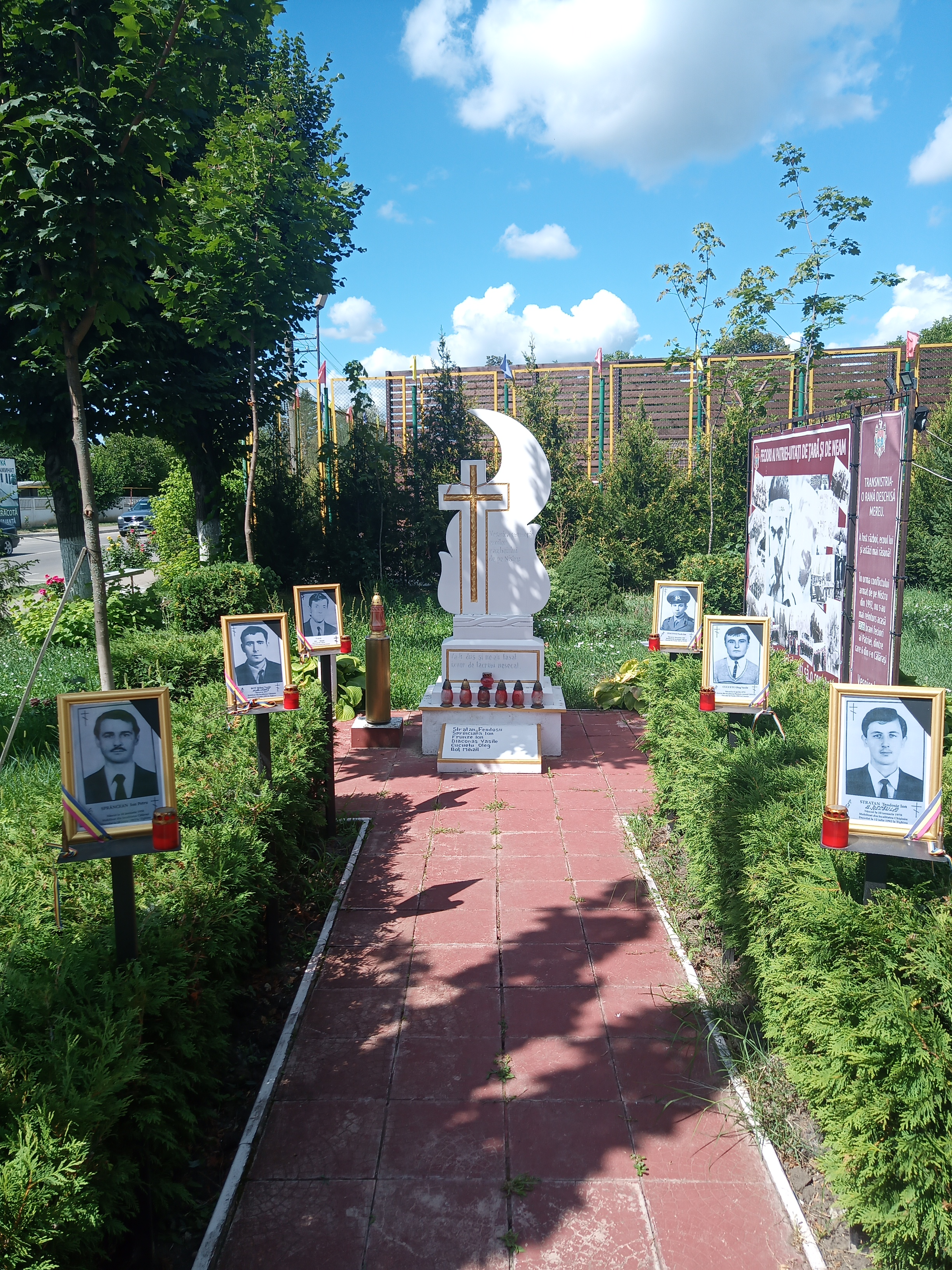

Biserica „Sfântul Ierarh Nicolae” (în trecut „Sfântul Alexandr Nevski”)
Monument în memoria eroilor căzuți în Războiul din Transnistria

## Orașe înfrățite
- Villefranche-sur-Saône, Franța[10]
- Bühl (Baden), Germania din  1990[11]
- Călărași, România din 7 octombrie 2007
- Dve Moghili, Bulgaria din 29 mai 2010